# Birgit Ziegler
Birgit Ziegler (* 1959 in Leonberg) ist eine deutsche Wirtschaftspädagogin und Hochschullehrerin.

## Leben
Ziegler absolvierte von 1974 bis 1977 zunächst eine Berufsausbildung zur Technischen Zeichnerin. Von 1989 bis 1997 studierte sie Maschinenbau und Berufspädagogik an der Universität Stuttgart (Dipl.-Gewerbelehrer und M.A.). Nach der Promotion 2004 zur Dr. phil. in Stuttgart wurde sie von 2006 bis 2011 als W2-Professorin für Didaktik schulischer und beruflicher Bildung im technischen Bereich an der RWTH Aachen berufen. Anschließend war sie bis 2012 als W3-Professorin für Erziehungswissenschaft mit dem Schwerpunkt Berufspädagogik an der Universität Paderborn tätig. Seit 2012 ist sie W3-Professorin für Berufspädagogik mit dem Schwerpunkt Berufsbildungsforschung, Professionalisierung und Didaktik beruflicher Bildung an der TU Darmstadt.
Zieglers Forschungsgebiete sind die Professionalisierung, u. a. von Lehrenden, die berufliche Sozialisation, insbesondere bei der Berufsorientierung und Berufswahl, ferner sprachliche Anforderungen im Beruf sowie Diagnostik, Förderung und Strukturen, Organisationen, Institutionen und Paradigmen der Berufsbildungsforschung.
Sie ist Mitglied in der Ständigen Wissenschaftlichen Kommission der Kultusministerkonferenz.

## Schriften (Auswahl)
- Professionalisierung im Studium. Anspruch und Wirklichkeit. Aachen 2004, ISBN 3-8322-2626-5.